# Sikanische Sprache
Die sikanische Sprache ist eine ausgestorbene Sprache, die vom antiken Volk der Sikanen bis zum 6. Jahrhundert v. Chr. in der Mitte Siziliens gesprochen wurde. 
Die Sprache ist nur sehr fragmentarisch überliefert. Im Gegensatz zu den benachbarten sikulischen und elymischen Sprachen scheint es sich eventuell nicht um eine indogermanische Sprache zu handeln; da die Fragmente aber bisher nicht gedeutet werden konnten, ist die Zugehörigkeit der Sprache unklar.